# 王㝢
王㝢（11世纪—1131年），字元忠。北宋江州（今江西省九江市）人。宋钦宗时尚书左丞。
王㝢历任校书郎、著作佐郎、度支员外郎兼充编修官、国子监司业、起居舍人，后改中书舍人兼蕃衍宅直讲等。宋钦宗即位，以给事中命兼迩英殿经筵侍讲，转任吏部侍郎、礼部尚书、翰林学士、尚书左丞。宋钦宗让弟弟康王赵构为正使，王㝢以尚书左丞为副使，出使金营。王㝢害怕出使，假托做梦请求不要让自己出使。宋钦宗大怒，追毁尚书左丞的任命，贬他为单州团练副使，安置新州（今广东省新兴县）。宋高宗绍兴元年（1131年），马进攻破江州，王㝢被杀。